# Fotosfera

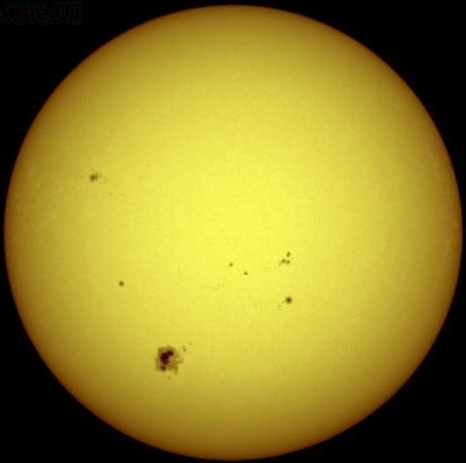
La fotosfera del Sole

In astronomia, la fotosfera (dal greco antico φῶς, φωτός (phós, phótos), che significa "luce", e σφαῖρα (spháira), che significa "sfera") di un oggetto è la regione che emette luce e in corrispondenza della quale esso diventa opaco. In altre parole, non è possibile osservare la zona al di sotto della fotosfera.

## Descrizione
È un termine normalmente usato per descrivere l'aspetto del Sole o di un'altra stella: poiché le stelle sono delle sfere di gas, non hanno una superficie solida; ma esiste comunque una profondità sotto alla quale il gas non è più trasparente ai fotoni, e questa profondità fornisce una superficie visibile alla stella. In particolare, nel caso del nostro Sole lo strato fotosferico non presenta alcuna discontinuità tangibile con la regione convettiva sottostante come con la corona solare più esterna; anzi esso si distingue unicamente per l'assenza quasi totale di altri raggi provenienti da strati più interni del globo, che unita alla quantità minimamente rilevante di emissioni radio dalle sfere sovrastanti nonché alla sostanziale trasparenza delle stesse, fa sì che la radiazione percepibile da un osservatore esterno sia sostanzialmente quella prodotta dalla fotosfera medesima.

## Il Sole
La fotosfera del Sole ha una temperatura che varia tra 4 500 e 6 000 K (4 230 e 5 730 °C) con una temperatura effettiva di 5 777 K (5 504 °C)) con una densità di 3-4 kg/m3, che aumenta con la profondità verso l'interno del Sole.
Per le zone più oscure, dette ombre, vengono calcolati più bassi di temperatura fino a 2700 °C. Essa decresce con l'allontanamento dagli strati più interni per quelli più esterni. Escludendo le macchie solari, la sommità della fotosfera quindi lo strato in assoluto più periferico si calcola essere ad una temperatura compresa tra 4500 (il bordo) e 4800 °C. Questi valori, grazie agli studi sulla temperatura di colore di un corpo nero, ma anche a numerose "foto in luce visibile" scientificamente filtrata, permettono di affermare con buona approssimazione che la fotosfera presenta una cromaticità bianca e "fredda" senza sfumature verso il giallo (luce bianca solare).
Egualmente si deduce il tasso di variazione di temperatura proporzionale alla quota, dall'analisi della luminosità: la fotosfera non è omogeneamente brillante in tutti i suoi strati, ma gradualmente si fa più tenue man mano che sfuma verso quelli più periferici, per il cosiddetto fenomeno dell'oscuramento al bordo. Altre stelle possono essere più calde o più fredde. La fotosfera solare è composta da celle di convezione chiamate granuli; ogni granulo è una tempesta di plasma (gas ionizzato) ad altissima temperatura, larga da 500 a 1000 km, al centro della quale del plasma caldo sale dall'interno della stella, raffreddandosi e ricadendo ai bordi per moto convettivo. Un singolo granulo ha una vita media di soli 8 minuti, ma se ne formano di nuovi continuamente, dando alla fotosfera un aspetto complessivo simile ad una lenta ebollizione. Tra i granuli normali si trovano dei supergranuli con diametri fino a 30000 km, capaci di resistere fino ad un giorno. La granulazione resta una delle prove fondanti della presenza di moti convettivi all'interno del Sole, mentre non sappiamo d'altra parte se queste formazioni si trovino anche su altre stelle, perché sono troppo piccole per essere viste. 
Altre formazioni presenti sulla fotosfera sono le macchie solari e i brillamenti solari e le facule disperse tra i granuli.
L'atmosfera visibile del Sole è composta da altri strati posti sopra la fotosfera: la cromosfera, alta 2000 km e visibile in luce filtrata, e sopra questa la caldissima ed estremamente tenue (temperatura cinetica) corona solare.